# ブリトニー対スピアーズ -後見人裁判の行方-
『ブリトニー対スピアーズ -後見人裁判の行方-』（ブリトニーたいスピアーズ こうけんにんさいばんのゆくえ、原題: Britney vs Spears）は、アメリカ合衆国のシンガーソングライターのブリトニー・スピアーズのキャリアと後見制度下での生活を追った、エリン・リー・カー監督による2021年のアメリカ合衆国のドキュメンタリー映画である。2021年9月28日にNetflixで配信された。

## 内容
ブリトニー・スピアーズの数年間における人生と後見制をめぐる論争を追っている。

## 製作
エリン・リー・カーはスピアーズの後見制をめぐる争いの調査と研究に2年を費やした。カーは代理人を通してブリトニー・スピアーズとの連絡を試みたが返答がなく、代わりに映画についての手紙を書いた。この映画は当初、後見制度とメディアの彼女の扱いについてを中心として描く予定であったが、『Framing Britney Spears』の公開後に構成が変更された。
2021年2月、リー・カーがスピアーズを題材とした題名未定の映画を監督し、Netflixで配信されることが発表された。

## 評価
Rotten Tomatoesでは15件の批評に基づいて支持率は60%、平均点は4.20/10となっている。Metacriticでは12件の批評に基づいて加重平均値は41/100となり、「賛否両論」とされている。
『インディーワイア』はこの映画にB-を与え、「エリン・リー・カーの『ブリトニー対スピアーズ』はスキャンダルを追究する映画ではなく、真剣に助けたいという願い、スピアーズに何かを伝えたいという思い、私たちが何故彼女を愛し、どのように裏切ったのかを思い出させる映画である。この映画は、政府のシステムが13年間にわたって彼女を裏切り続けてきたことを思い出させる。また、彼女の家族が彼女を裏切ってきたことを思い出させる」と評した。『タイム』誌のジュディ・バーマンはこの映画に好意的な評価を下しており、「3本作られたドキュメンタリーの中では最も思慮深く、スタイリッシュな構成のこの作品は、カーとエリスクの共同の取り組みを通し、後見制をめぐる沈黙を破るというテーマで成り立っている」と記した。
一方、『ガーディアン』紙のマイケル・クラッグはこの映画に5つ星満点中1つ星を与え、「ポップスターの利益にならないのは明らかであり、この不穏な映画はブリトニーの過去の物議を醸した人物たちの贖罪物語を描いている。何一つ正しいとは思えない」と評した。『バラエティ』誌のダニエル・ダダリオは、「このまとまりのドキュメンタリーは、カーと共同製作者のジェニー・エリスクがスピアーズについて何を言いたいのか不明瞭であるため、90分強の尺が長すぎるように感じられた」と評した。『ヴァルチャー』は、「もともとブリトニーを称えるために製作されたこのNetflix作品は、残念ながら便乗作品としか思えなかった」と書き、同年初頭に公開されたドキュメンタリー『Framing Britney Spears』に言及した。『デイリー・ビースト』と『サンフランシスコ・クロニクル』は共にこの映画を「搾取的」と評した。